# Koeffizientenvergleich
Der Koeffizientenvergleich ist ein Verfahren aus der linearen Algebra, bei dem die Koeffizienten von zwei Linearkombinationen einer linear unabhängigen Teilmenge eines Vektorraums verglichen werden. Häufig verwendet wird ein Polynomraum als Vektorraum mit Monomen als linear unabhängige Teilmenge, zum Beispiel bei der Partialbruchzerlegung. Man verwendet dabei die Tatsache, dass zwei Linearkombinationen derselben linear unabhängigen Teilmenge genau dann gleich sind, wenn die entsprechenden Koeffizienten gleich sind.

## Polynome
Zwei Polynome
{\displaystyle P(x)=a_{0}+a_{1}\cdot x+a_{2}\cdot x^{2}+\dotsb +a_{n}\cdot x^{n}}
und
{\displaystyle Q(x)=b_{0}+b_{1}\cdot x+b_{2}\cdot x^{2}+\dotsb +b_{n}\cdot x^{n}}
sind genau dann gleich, wenn ihre Koeffizienten übereinstimmen:
{\displaystyle a_{0}=b_{0},a_{1}=b_{1},\dotsc ,a_{n}=b_{n}.}

### Beispiel
Es sind die beiden Polynome {\displaystyle P(x)=a\cdot x+2a+b} und {\displaystyle Q(x)=2x+1} gegeben. Für welche Werte von {\displaystyle a} und {\displaystyle b} sind die beiden Polynome gleich?
Gelten muss:
1. {\displaystyle P(x)=Q(x)}
2. {\displaystyle ax+2a+b=2x+1}

Also wird verglichen:
1. {\displaystyle ax=2x} (Vergleich der Koeffizienten von {\displaystyle x^{1}})
2. {\displaystyle 2a+b=1} (Vergleich der Koeffizienten von {\displaystyle x^{0}})

Lösung: {\displaystyle a=2} und 
{\displaystyle b=-3}

## Trigonometrische Polynome
{\displaystyle (-a-8b)\cdot \sin(2x)+(-b+8a)\cdot \cos(2x)=130\cdot \sin(2x)}

Verglichen werden:
1. {\displaystyle -a-8b=130} (Vergleich der Koeffizienten von {\displaystyle \sin(2x)})
2. {\displaystyle -b+8a=0} (Vergleich der Koeffizienten von {\displaystyle \cos(2x)})

Lösung: {\displaystyle a=-2};
{\displaystyle b=-16}